# Burgkirchen an der Alz
Burgkirchen an der Alz, Burgkirchen a.d.Alz – miejscowość i gmina w Niemczech, w kraju związkowym Bawaria, w rejencji Górna Bawaria, w regionie Südostoberbayern, w powiecie Altötting. Leży w Alpach Bawarskich, około 7 km na południowy wschód od Altötting, nad rzeką Alz, przy linii kolejowej Monachium – Burghausen.

## Polityka
Wójtem gminy jest Stephan Merz, poprzednio urząd ten obejmował Josef Rapp, rada gminy składa się z 24 osób.
|      | CSU | SPD/UB | FW | Zieloni | Razem |
| 2008 | 11  | 7      | 5  | 1       | 24    |
| 2002 | 12  | 6      | 5  | 1       | 24    |

### Współpraca
Miejscowości partnerskie:
- Kazincbarcika, Węgry od 1998
- Sânnicolau Mare, Rumunia od 2004
- Wingen-sur-Moder, Francja od 1977